# Replay
Replay är ett italienskt klädmärke. Replay har gjort sig kända framförallt för sina designerjeans.
Replay grundades 1978 och kom till Sverige 1982
Replay är kända för att göra "hängiga" jeans, alltså jeans som är avsedda att ha byxhäng med. Stuprörs-modeller är ganska ovanliga bland replay jeans.[källa behövs]